# 沈三曾
沈三曾（？—？），字尹斌，浙江湖州府歸安縣人，清朝政治人物、學者，進士出身。

## 生平
康熙十五年（1676年），與同母兄沈涵同登丙辰科進士，授翰林院編修，參與修撰《全唐詩》。後因丁憂歸鄉，潛心教子侄讀書，子沈樹本為進士榜眼，孫沈榮仁、沈榮光、沈咸熙均為進士。
工書法，善行書、楷書。